# Вильбранд, Йозеф
Йозеф Вильбранд (нем. Franz Joseph Julius Wilbrand; 6 ноября 1811 — 6 июля 1894, Гисен) — немецкий судебный медик, сын Иоганна Бернхарда Вильбранда, племянник Фердинанда фон Ритгена, отец открывателя тринитротолуола Юлиуса Вильбранда.
Изучал медицину в Гисенском университете под руководством своего отца и дяди. В 1833 году защитил там же диссертацию, с 1840 года — экстраординарный, с 1843 года — ординарный профессор вплоть до выхода на пенсию в 1888 году.
Опубликовал учебники «Анатомия и физиология центральной структуры нервной системы» (нем. Anatomie und Physiologie der Centralgebilde des Nervensystems; Гисен, 1840) и «Учебник судебной психологии для врачей и юристов» (нем. Lehrbuch der gerichtlichen Psychologie für Aerzte und Juristen; Эрланген, 1858), однако в наибольшей степени известен ранней работой «К оценке лекарственного действия креозота» (нем. Beiträge zur Würdigung der arzneilichen Wirkung des Kreosot’s; 1834), в которой предложил использовать это вещество для лечения золотухи. В поздние годы выступил с обобщающими сочинениями «О возрастах человека и сроке человеческой жизни» (нем. Von den Lebensaltern des Menschen und der menschlichen Lebensdauer; Штутгарт, 1876) и «О сущности человека с судебно-медицинской точки зрения» (нем. Ueber das Wesen des Menschen vom gerichtlich-medicinischen Standpunkte aus; Гисен, 1882).